# Брикетирование отходов
Брикетирование отходов — одна из технологий переработки (утилизации) отходов. В настоящее время широко распространена и используется в развитых странах мира.

## Технология
Технология брикетирования была разработана в начале 1990-х годов в Швеции. Пионером отрасли стала компания Flexus Balasystem AB, которая в 1992 году представила собственный пресс для брикетирования. С его помощью отсортированные по фракциям отходы прессуются и герметично упаковываются в специальную плёнку, после чего готовы к дальнейшей транспортировке или хранению в виде кубов размером примерно 1,2×1,2 м. В таком виде мусор не разлагается, не издаёт запахов, поскольку исключается доступ воздуха, не пожароопасен и может перевозиться либо храниться при экстремальных температурах более 30 лет.

## Особенности
Брикетирование является простейшим способом упаковки твёрдых бытовых отходов, при этом его эффективность подтверждена практикой. Среди плюсов технологии называется, в первую очередь, максимальное снижение негативного воздействия на окружающую среду при длительном хранении отходов. Брикетирование мусора позволяет экономить пространство при захоронении отходов, поскольку в прессованном виде уменьшается в объёме в 3-4 раза. Чаще всего брикетируют отходы, которые в дальнейшем становятся вторсырьём: макулатура, пластики, металлы, при этом технология позволяет сократить затраты на их транспортировку. Кроме того, брикеты с соответствующими видами отходов можно использовать как топливо, так как теплоотдача при их сжигании значительно выше, а затраты энергии ниже.

## Распространение
Брикетирование мусора с помощью шведской системы используется в Германии, Австрии, Канаде, Финляндии, Франции, Эстонии, Таиланде, Японии, Марокко и других странах. Великобритания полностью перешла на брикетирование мусора, после которого отходы вывозят в страны, занимающиеся их переработкой. Самые известные государства, закупающие отходы для последующей переработки — Норвегия, Швеция.
По данным компании Flexus Balasystem AB, только произведённые ими прессы для брикетирования установлены более чем в 100 точках по всему миру. По данным финской компании Cross Wrap Ltd, за 20 лет работы ею было продано около 400 прессов в 50 странах.